# Orosius
Paulus Orosius (n. circa 375, d. 418?), a fost un istoric creștin, teolog și discipol al lui Augustin de Hipona din Gallaecia. El este cunoscut pentru „Historiarum Adversum Paganos Libri VII” („Șapte cărți de Istorie împotriva păgânilor”), pe care a scris-o ca răspuns la credința că declinul Imperiului Roman a fost rezultatul adoptării creștinismului.

## Biografie
După intrarea în preoție, el a devenit interesat de erezia Priscilliană apoi a plecat în țara lui natală. El a plecat să se consulte cu Augustin la Hipona (acum Annaba din Algeria) în 413 sau 414, eventual în legătură cu această erezie. După ce a stat pentru o perioadă de timp în Africa de Nord ca student al lui Augustin, el a fost trimis de către acesta în 415 în Palestina, cu o scrisoare de recomandare pentru Ieronim, apoi a trăit în Bethleem.
Scopul aparent al misiunii sale (în afară de intenția tipică de pelerinaj și, probabil,vânătoare de relicve) a fost că el ar fi putut primi instrucțiuni de la Ieronim cu privire la problemele ridicate de Priscilliani și Origeni. În realitate, s-ar părea că scopul său ar fi fost acela de a-l asista pe Ieronim și alții împotriva lui Pelagius (354 - cca. 420), care, după Sinodul de la Cartagina în 411, a locuit în Palestina, și a găsit acceptare acolo.

Harta cu călătoriile lui Orosius.

După sosirea lui, Ioan al II-lea, episcop al Ierusalimului, a fost determinat, să convoace un sinod, în iunie 415, la care Orosius a comunicat deciziile de la Cartagina și a citit mai multe din scrierile lui Augustin împotriva lui Pelagius. Succesul, cu toate acestea, nu a fost realizat în rândul grecilor, care nu au înțeles latina, și al căror sentiment de respect a fost marcat de întrebarea celebră a lui Pelagius:"Et quis mihi est Augustinus?" ("Cine este Augustin pentru mine?")
Orosius a reușit doar obținerea consimțământului lui Ioan, să trimită scrisori și deputați la Papa Inocențiu I de la Roma și, după ce a așteptat destul de mult pentru a afla decizia nefavorabilă a Sinodului Diospolis (Lydda) în luna decembrie a aceluiași an, el s-a întors în nordul Africii, unde se crede că a murit. Potrivit lui Gennadius, el a cărat cu el moaștele proto-martirului "Ștefan din Palestina" la Ciutadella de Menorca, unde au fost raportate ca fiind utile în încercarea de a converti membri ai comunității evreiești la creștinism.

## Operă
Prima operă a lui Orosius, "Consultatio sive commonitorium ad Augustinum de errore Priscillianistarum et Origenistarum", explică obiectul său de studiu din titlu, ea a fost scrisă la scurt timp după sosirea sa în Africa, și este de obicei imprimată în lucrările lui Augustin, împreună cu răspunsul acestuia din urmă: "Contra Priscillianistas et Origenistas liber ad Orosium".
Tratatul său următor, "Liber apologeticus de arbitrii libertate", a fost scris în timpul șederii sale în Palestina, și în legătură cu erezia care l-a adus acolo. Acesta este un pasionat, dar nu întotdeauna criticile sale la erezia pelagiană sunt corecte față de cea a lui Augustin.
"Historiae adversum paganos" a fost scrisă la sugestia lui Augustin, căruia îi este dedicată. Orosius susține că lumea, s-a îmbunătățit de la introducerea creștinismului, și nu a intrat în declin așa cum alții au susținut. Ca răspuns la cei care au indicat catastrofe contemporane, el pur și simplu susține că cele anterioare survenite înainte de creștinism au fost mult mai rele. Opera, o istorie universală a calamităților care s-au întâmplat omenirii, până la aproximativ 417, a fost prima încercare de a scrie istoria lumii ca o istorie a lui Dumnezeu ghidând umanitatea. Scopul său a dat valoare în ochii ortodocșilor, și opera sa "Hormesta" (sau Ormesta, Ormista), astfel cum a fost numită-nimeni nu știe de ce- a atins rapid o largă popularitate. Aproape două sute de manuscrise ale acestuia au supraviețuit. O traducere prescurtată, făcută de regele Alfred cel Mare încă există. Bono Giamboni a tradus-o în limba italiană. O traducere aragoneză încă nepublicată din secolul al XIV-lea, făcută de către Domingo de García Martín, la cererea lui Juan Fernández de Heredia, vine de la traducerea italiană a lui Bono Giamboni. Istoria lui Orosius, de asemenea, a fost tradusă în arabă în timpul domniei lui Al-Hakam al II-lea din Cordoba. Ea a devenit ulterior una din sursele lui Ibn Khaldun în istoria sa.
Sursele folosite de Orosius au fost investigate de către T. de Morner; pe lângă Vechiul Testament și Noul Testament, el pare să fi consultat scrierile lui Cezar, Titus Livius, Justinus, Tacitus, Suetonius, Florus și o cosmografie, care adaugă o mare valoare, de asemenea, la traducerea lui Ieronim din "Cronicile lui Eusebiu".

## Bibliografie

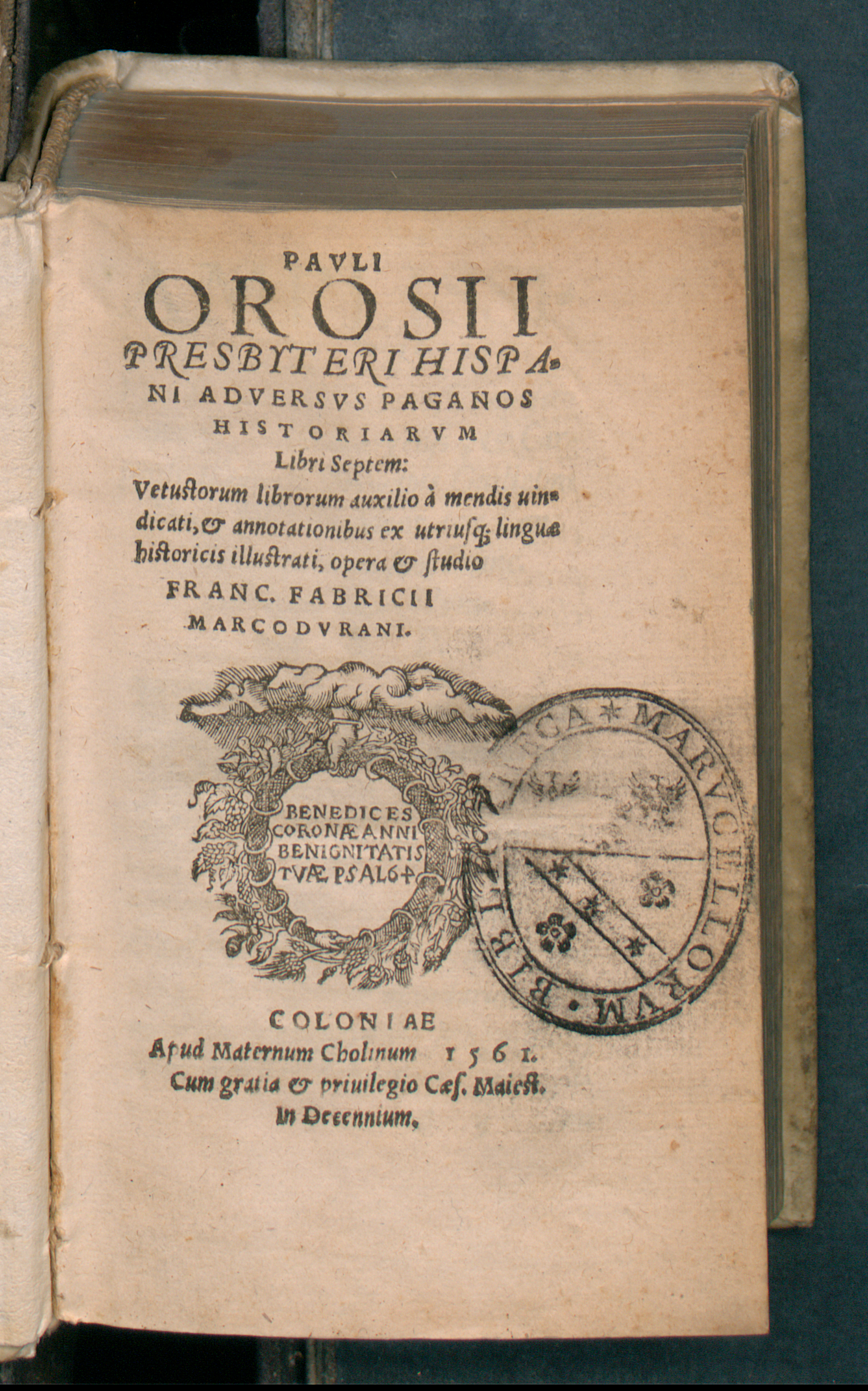
Historiae adversus paganos, 1561